# فيكتور لوبيز
فيكتور لوبيز (بالإسبانية: Víctor López)‏ (19 ديسمبر 1978 قرطبة الأرجنتين - ) هو لاعب كرة قدم أرجنتيني يلعب كمدافع.

## روابط خارجية
- فيكتور لوبيز على موقع قاعدة بيانات كرة القدم.إي يو (الإنجليزية)
- فيكتور لوبيز على موقع Soccerway.com (الإنجليزية)